# Almuth Link
Almuth Link (* 26. Juni 1935 in Frankfurt am Main) ist eine deutsche Autorin, Schriftstellerin und Journalistin.

## Leben
Almuth Link studierte Germanistik und Musik an der Johann Wolfgang Goethe-Universität in Frankfurt am Main. Sie war zunächst als Lehrerin tätig und veröffentlichte parallel einige Gedichte und Erzählungen. 2002 wurde Almuth Link mit ihrem ersten umfassenden Roman auch einem breiten Publikum bekannt. Ihre Handlungen und Hauptpersonen platzierte Link in den Taunus und die Rhein-Main-Region.
Almuth Link ist die Mutter der Erfolgsautorin Charlotte Link (* 1963) und lebt in Bad Homburg vor der Höhe.

## Werke
- Im Kinderzimmer brennt noch Licht. Fröhliche Geschichten aus dem Familienalltag., Herder Freiburg 1981, ISBN 3-451-07880-5
- Meine kleine Arche Noah, Lübbe Bergisch Gladbach 1982, ISBN 3-404-14134-2
- Geh nicht unter, kleine Arche, Herder Freiburg 1985, ISBN 3-451-20312-X
- Zs. mit Silvia Seidel: Ballerina. Faith. Ich habe es allein geschafft, 1990, ISBN 3-89430-530-4
- Eine Mondscheinaffäre, Societäts-Verlag Frankfurt am Main 2002, ISBN 3-7973-0810-8
- Die glücklichen Tage, Societäts-Verlag Frankfurt am Main 2003 2. Aufl., ISBN 3-7973-0856-6
- Die Klavierstimmerin, Societäts-Verlag Frankfurt am Main 2004, ISBN 3-7973-0901-5
- Der Feuerengel, Societäts-Verlag Frankfurt am Main 2005, ISBN 3-7973-0965-1